# Beschermd stadsgezicht Groningen-binnenstad
Het beschermd stadsgezicht Groningen-binnenstad is een van rijkswege beschermd stadsgezicht in Groningen in de Nederlandse provincie Groningen. De procedure voor aanwijzing werd gestart op 20 april 1988. Het gebied werd op 23 januari 1991 definitief aangewezen. Het beschermd gezicht beslaat een oppervlakte van 170,6 hectare. Het beschermde gebied omvat de historische binnenstad van Groningen, de Hortusbuurt en het Schuitenschuiverskwartier.. Ook het Noorderplantsoen valt binnen het beschermde gebied.
Panden die binnen een beschermd gezicht vallen krijgen niet automatisch de status van beschermd monument. Wel zal de gemeente het bestemmingsplan aanpassen om nieuwe ontwikkelingen in het gebied te reguleren. De gezichtsbescherming richt zich op de stedenbouwkundige en cultuurhistorische waardering van een gebied en wil het toekomstig functioneren daarvan veiligstellen.